# Torneo Apertura 2024 (Venezuela)
El Torneo Apertura 2024 fue el primero de los dos torneos de la temporada 2024 en la Primera División del fútbol venezolano.

## Sistema de juego
El torneo se jugó con el formato todos contra todos en una rueda de 13 fechas, en los que participaron 14 equipos. Los mejores ocho de la primera ronda clasificaron a los cuadrangulares semifinales, con enfrentamientos de ida y vuelta, el primero de cada grupo clasificó a la final para definir al campeón. Los campeones de los dos torneos (Apertura y Clausura) se enfrentaron en una final a partidos de ida y vuelta para definir al campeón nacional quien se llevaba el título de liga es decir, la estrella de la temporada. El equipo campeón del Torneo Apertura 2024 clasificó para la Copa Libertadores 2025 y el subcampeón clasificó para la Copa Sudamericana 2025.
Todo lo concerniente a un empate de puntos al finalizar el todos contra todos entre dos clubes, se dilucidó en favor del club que tuvo mejor diferencia de goles a favor. Si persistía, se tomaba en cuenta quien haya marcado más goles a favor; Si el empate era entre tres o más clubes, se definía en favor del club que tuviera más puntos obtenidos solo entre los cruces de los clubes involucrados.

## Relevos
Catorce equipos compitieron en la liga, fueron los mejores equipos de la temporada anterior. Ureña Sport Club que fue campeón de la temporada 2023 de la Segunda División, desistió de competir por decisión propia.
| Pos. | Descendido de la Primera División |
| ---- | --------------------------------- |
| 15.º | Mineros de Guyana                 |

| Pos. | Retirado de la Primera División |
| ---- | ------------------------------- |
| 1.º  | Ureña                           |

### Datos de los clubes
| Academia Puerto Cabello                     | Puerto Cabello | Noel Sanvicente  | Complejo Deportivo Socialista | 6000   | Givova             |
| Angostura                                   | Ciudad Bolívar | Osmar Castillo   | Ricardo Tulio Maya            | 2500   | RS                 |
| Carabobo                                    | Valencia       | Diego Merino     | Polideportivo Misael Delgado  | 10 400 | New Arrival        |
| Caracas                                     | Caracas        | Leo González     | Olímpico de la UCV            | 20 900 | RS                 |
| Deportivo La Guaira                         | Caracas        | Kike García      | Olímpico de la UCV            | 20 900 | Fila               |
| Deportivo Táchira                           | San Cristóbal  | Eduardo Saragó   | Polideportivo de Pueblo Nuevo | 38 755 | Attle              |
| Estudiantes de Mérida                       | Mérida         | Daniel Farías    | Metropolitano de Mérida       | 42 200 | ECONTEX (EMFC1971) |
| Inter de Barinas                            | Barinas        | Leonel Vielma    | Agustín Tovar                 | 30 000 | Attle              |
| Metropolitanos                              | Caracas        | José María Morr  | Olímpico de la UCV            | 20 900 | RS                 |
| Monagas                                     | Maturín        | Daniel Blanco    | Monumental de Maturín         | 51 796 | RS                 |
| Portuguesa                                  | Araure         | Jesús Ortiz      | José Antonio Páez             | 14 000 | Attle              |
| Rayo Zuliano                                | Maracaibo      | Elvis Martínez   | José Encarnación Romero       | 40 800 | Attle              |
| Universidad Central                         | Caracas        | Daniel Sasso     | Olímpico de la UCV            | 20 900 | RS                 |
| Zamora                                      | Barinas        | Enrique Maggiolo | Agustín Tovar                 | 25 500 | RS                 |
| Datos actualizados al 4 de febrero de 2024. |                |                  |                               |        |                    |

### Cambios de entrenadores
| Equipo                | Entrenador            | Tipo            | Salida                | Posición     | Entrenador            | Entrada                 |
| --------------------- | --------------------- | --------------- | --------------------- | ------------ | --------------------- | ----------------------- |
| Carabobo              | Juan Domingo Tolisano | Fin de contrato | 13 de octubre de 2023 | Pretemporada | Diego Merino          | 22 de noviembre de 2023 |
| Monagas               | Tony Franco           | Fin de contrato | 19 de octubre de 2023 | Pretemporada | Daniel Blanco         | 20 de octubre de 2023   |
| Estudiantes de Mérida | Franklin Lucena       | Despedido       | 13 de febrero de 2024 | 14.°         | Daniel Farías         | 15 de febrero de 2024   |
| Deportivo La Guaira   | Kike García           | Mutuo acuerdo   | 21 de marzo de 2024   | 10.°         | Juan Domingo Tolisano | 23 de marzo de 2024     |
| Monagas               | Daniel Blanco         | Despedido       | 26 de marzo de 2024   | 9.°          | Grenddy Perozo        | 26 de marzo de 2024     |
| Caracas               | Leo González          | Mutuo acuerdo   | 31 de marzo de 2024   | 11.°         | Henry Meléndez        | 31 de marzo de 2024     |
| Zamora                | Enrique Maggiolo      | Mutuo acuerdo   | 1 de abril de 2024    | 13.°         | Alí Cañas             | 1 de abril de 2024      |

## Localización

### Equipos por región
| \| Región \| N.º \| Equipos \| \| ----------------- \| --- \| ------------------------------------------------------------------ \| \| Los Andes \| 4 \| Deportivo Táchira, Estudiantes de Mérida, Inter de Barinas, Zamora \| \| Capital \| 4 \| Caracas, Deportivo La Guaira, Metropolitanos, Universidad Central \| \| Central \| 2 \| Academia Puerto Cabello, Carabobo \| \| Guayana \| 1 \| Angostura \| \| Centro Occidental \| 1 \| Portuguesa \| \| Nor-Oriental \| 1 \| Monagas \| \| Zuliana \| 1 \| Rayo Zuliano \| | Dep. Táchira Estudiantes (M) Rayo Zuliano Zamora Inter de Barinas Portuguesa Carabobo Puerto Cabello Monagas Angostura Caracas Equipos en Caracas Caracas Deportivo La Guaira Metropolitanos Universidad Central |                                                                    |
| Región | N.º | Equipos                                                            |
| Los Andes | 4 | Deportivo Táchira, Estudiantes de Mérida, Inter de Barinas, Zamora |
| Capital | 4 | Caracas, Deportivo La Guaira, Metropolitanos, Universidad Central  |
| Central | 2 | Academia Puerto Cabello, Carabobo                                  |
| Guayana | 1 | Angostura                                                          |
| Centro Occidental | 1 | Portuguesa                                                         |
| Nor-Oriental | 1 | Monagas                                                            |
| Zuliana | 1 | Rayo Zuliano                                                       |

## Todos contra todos

### Clasificación
| Pos. | Equipo                  | Pts. | PJ | G | E | P | GF | GC | Dif. | Clasificación              |
| ---- | ----------------------- | ---- | -- | - | - | - | -- | -- | ---- | -------------------------- |
| 1    | Universidad Central     | 25   | 13 | 6 | 7 | 0 | 17 | 8  | +9   | Cuadrangulares semifinales |
| 2    | Angostura               | 24   | 13 | 7 | 3 | 3 | 16 | 13 | +3   | Cuadrangulares semifinales |
| 3    | Inter de Barinas        | 22   | 13 | 7 | 1 | 5 | 14 | 12 | +2   | Cuadrangulares semifinales |
| 4    | Portuguesa              | 21   | 13 | 6 | 3 | 4 | 17 | 12 | +5   | Cuadrangulares semifinales |
| 5    | Carabobo                | 21   | 13 | 5 | 6 | 2 | 13 | 9  | +4   | Cuadrangulares semifinales |
| 6    | Metropolitanos          | 21   | 13 | 6 | 3 | 4 | 19 | 18 | +1   | Cuadrangulares semifinales |
| 7    | Academia Puerto Cabello | 20   | 13 | 5 | 5 | 3 | 15 | 11 | +4   | Cuadrangulares semifinales |
| 8    | Deportivo La Guaira     | 20   | 13 | 5 | 5 | 3 | 14 | 14 | 0    | Cuadrangulares semifinales |
| 9    | Deportivo Táchira       | 19   | 13 | 5 | 4 | 4 | 13 | 10 | +3   |                            |
| 10   | Monagas                 | 19   | 13 | 5 | 4 | 4 | 19 | 18 | +1   |                            |
| 11   | Caracas                 | 12   | 13 | 2 | 6 | 5 | 10 | 13 | −3   |                            |
| 12   | Estudiantes de Mérida   | 8    | 13 | 2 | 2 | 9 | 14 | 24 | −10  |                            |
| 13   | Rayo Zuliano            | 7    | 13 | 1 | 4 | 8 | 16 | 23 | −7   |                            |
| 14   | Zamora                  | 5    | 13 | 0 | 5 | 8 | 10 | 22 | −12  |                            |

 Fuente: Flashscore

### Evolución de las posiciones
| Equipo \ Jornadas       | 01 | 02 | 03 | 04 | 05 | 06 | 07 | 08 | 09 | 10 | 11 | 12 | 13 |
| ----------------------- | -- | -- | -- | -- | -- | -- | -- | -- | -- | -- | -- | -- | -- |
| Universidad Central     | 9  | 3  | 2  | 2  | 3  | 2  | 2  | 2  | 1  | 2  | 1  | 1  | 1  |
| Angostura               | 8  | 6  | 7  | 8  | 8  | 6  | 4  | 3  | 3  | 1  | 2  | 2  | 2  |
| Inter de Barinas        | 5  | 8  | 10 | 7  | 9  | 8  | 10 | 6  | 8  | 6  | 4  | 6  | 3  |
| Portuguesa              | 12 | 13 | 11 | 11 | 11 | 11 | 11 | 7  | 10 | 10 | 9  | 7  | 4  |
| Carabobo                | 6  | 5  | 6  | 4  | 4  | 7  | 3  | 4  | 4  | 4  | 5  | 8  | 5  |
| Metropolitanos          | 2  | 9  | 5  | 6  | 7  | 3  | 5  | 8  | 5  | 8  | 10 | 9  | 6  |
| Academia Puerto Cabello | 7  | 4  | 3  | 3  | 1  | 1  | 1  | 1  | 2  | 3  | 3  | 3  | 7  |
| Deportivo La Guaira     | 13 | 10 | 8  | 9  | 6  | 10 | 9  | 10 | 7  | 7  | 8  | 10 | 8  |
| Deportivo Táchira       | 1  | 2  | 1  | 1  | 2  | 4  | 7  | 5  | 6  | 5  | 6  | 4  | 9  |
| Monagas                 | 11 | 12 | 12 | 12 | 10 | 9  | 6  | 9  | 9  | 9  | 7  | 5  | 10 |
| Caracas                 | 4  | 1  | 4  | 5  | 5  | 5  | 8  | 11 | 11 | 11 | 11 | 11 | 11 |
| Estudiantes de Mérida   | 14 | 14 | 14 | 14 | 14 | 14 | 14 | 14 | 14 | 14 | 14 | 14 | 12 |
| Rayo Zuliano            | 3  | 7  | 9  | 10 | 12 | 12 | 12 | 13 | 13 | 12 | 12 | 12 | 13 |
| Zamora                  | 10 | 11 | 13 | 13 | 13 | 13 | 13 | 12 | 12 | 13 | 13 | 13 | 14 |

### Resultados
- La hora de cada encuentro corresponde al huso horario que rige a Venezuela (UTC-4).

| Fecha 1                 | Fecha 1   | Fecha 1               | Fecha 1                       | Fecha 1      | Fecha 1 |
| Local                   | Resultado | Visitante             | Estadio                       | Fecha        | Hora    |
| ----------------------- | --------- | --------------------- | ----------------------------- | ------------ | ------- |
| Caracas                 | 2 – 0     | Deportivo La Guaira   | Olímpico de la UCV            | 2 de febrero | 16:00   |
| Academia Puerto Cabello | 2 – 2     | Carabobo              | La Bombonerita                | 2 de febrero | 19:00   |
| Rayo Zuliano            | 3 – 1     | Portuguesa            | José Encarnación Romero       | 3 de febrero | 15:00   |
| Monagas                 | 2 – 4     | Metropolitanos        | Monumental de Maturín         | 3 de febrero | 17:45   |
| Inter de Barinas        | 1 – 0     | Zamora                | Metropolitano de Mérida       | 3 de febrero | 20:30   |
| Deportivo Táchira       | 5 – 1     | Estudiantes de Mérida | Polideportivo de Pueblo Nuevo | 4 de febrero | 16:00   |
| Angostura               | 0 – 0     | Universidad Central   | Ricardo Tulio Maya            | 4 de febrero | 19:00   |

| Fecha 2               | Fecha 2   | Fecha 2                 | Fecha 2                 | Fecha 2       | Fecha 2 |
| Local                 | Resultado | Visitante               | Estadio                 | Fecha         | Hora    |
| --------------------- | --------- | ----------------------- | ----------------------- | ------------- | ------- |
| Portuguesa            | 0 – 1     | Academia Puerto Cabello | Rafael Calles Pinto     | 9 de febrero  | 15:00   |
| Zamora                | 0 – 0     | Deportivo Táchira       | Rafael Calles Pinto     | 10 de febrero | 15:00   |
| Carabobo              | 1 – 0     | Inter de Barinas        | Farid Richa             | 10 de febrero | 17:45   |
| Deportivo La Guaira   | 2 – 1     | Monagas                 | Olímpico de la UCV      | 10 de febrero | 22:00   |
| Rayo Zuliano          | 0 – 1     | Caracas                 | José Encarnación Romero | 11 de febrero | 15:00   |
| Universidad Central   | 3 – 0     | Metropolitanos          | Olímpico de la UCV      | 12 de febrero | 16:00   |
| Estudiantes de Mérida | 0 – 1     | Angostura               | Brígido Iriarte         | 12 de febrero | 19:00   |

| Fecha 3                 | Fecha 3   | Fecha 3               | Fecha 3                       | Fecha 3       | Fecha 3 |
| Local                   | Resultado | Visitante             | Estadio                       | Fecha         | Hora    |
| ----------------------- | --------- | --------------------- | ----------------------------- | ------------- | ------- |
| Caracas                 | 0 – 1     | Portuguesa            | Olímpico de la UCV            | 16 de febrero | 19:00   |
| Metropolitanos          | 3 – 1     | Zamora                | Olímpico de la UCV            | 17 de febrero | 15:00   |
| Angostura               | 1 – 1     | Deportivo La Guaira   | Ricardo Tulio Maya            | 17 de febrero | 17:45   |
| Academia Puerto Cabello | 2 – 1     | Estudiantes de Mérida | La Bombonerita                | 17 de febrero | 17:45   |
| Deportivo Táchira       | 2 – 1     | Rayo Zuliano          | Polideportivo de Pueblo Nuevo | 17 de febrero | 20:30   |
| Inter de Barinas        | 0 – 1     | Universidad Central   | Metropolitano de Mérida       | 18 de febrero | 15:00   |
| Monagas                 | 0 – 0     | Carabobo              | Monumental de Maturín         | 18 de febrero | 17:45   |

| Fecha 4               | Fecha 4   | Fecha 4                 | Fecha 4                 | Fecha 4       | Fecha 4 |
| Local                 | Resultado | Visitante               | Estadio                 | Fecha         | Hora    |
| --------------------- | --------- | ----------------------- | ----------------------- | ------------- | ------- |
| Portuguesa            | 1 – 1     | Deportivo Táchira       | Brígido Iriarte         | 23 de febrero | 16:00   |
| Universidad Central   | 1 – 1     | Monagas                 | Olímpico de la UCV      | 23 de febrero | 19:00   |
| Deportivo La Guaira   | 0 – 0     | Academia Puerto Cabello | Olímpico de la UCV      | 24 de febrero | 15:00   |
| Estudiantes de Mérida | 1 – 1     | Caracas                 | Metropolitano de Mérida | 24 de febrero | 17:45   |
| Zamora                | 1 – 1     | Rayo Zuliano            | Agustín Tovar           | 24 de febrero | 20:30   |
| Carabobo              | 2 – 1     | Angostura               | Misael Delgado          | 25 de febrero | 16:00   |
| Metropolitanos        | 1 – 2     | Inter de Barinas        | Olímpico de la UCV      | 25 de febrero | 19:00   |

| Fecha 5                 | Fecha 5   | Fecha 5               | Fecha 5               | Fecha 5    | Fecha 5 |
| Local                   | Resultado | Visitante             | Estadio               | Fecha      | Hora    |
| ----------------------- | --------- | --------------------- | --------------------- | ---------- | ------- |
| Metropolitanos          | 1 – 1     | Carabobo              | Olímpico de la UCV    | 1 de marzo | 16:00   |
| Monagas                 | 3 – 2     | Estudiantes de Mérida | Monumental de Maturín | 1 de marzo | 19:00   |
| Universidad Central     | 2 – 2     | Zamora                | Olímpico de la UCV    | 2 de marzo | 15:00   |
| Angostura               | 0 – 0     | Portuguesa            | Ricardo Tulio Maya    | 2 de marzo | 17:45   |
| Inter de Barinas        | 1 – 2     | Deportivo La Guaira   | Agustín Tovar         | 2 de marzo | 20:30   |
| Caracas                 | 0 – 0     | Deportivo Táchira     | Olímpico de la UCV    | 3 de marzo | 16:00   |
| Academia Puerto Cabello | 3 – 1     | Rayo Zuliano          | La Bombonerita        | 3 de marzo | 19:00   |

| Fecha 6               | Fecha 6   | Fecha 6                 | Fecha 6                       | Fecha 6     | Fecha 6 |
| Local                 | Resultado | Visitante               | Estadio                       | Fecha       | Hora    |
| --------------------- | --------- | ----------------------- | ----------------------------- | ----------- | ------- |
| Deportivo Táchira     | 0 – 1     | Academia Puerto Cabello | Polideportivo de Pueblo Nuevo | 8 de marzo  | 18:00   |
| Portuguesa            | 1 – 2     | Monagas                 | Agustín Tovar                 | 8 de marzo  | 19:00   |
| Estudiantes de Mérida | 0 – 2     | Inter de Barinas        | Metropolitano de Mérida       | 9 de marzo  | 15:00   |
| Carabobo              | 0 – 1     | Universidad Central     | Misael Delgado                | 9 de marzo  | 18:00   |
| Zamora                | 2 – 2     | Caracas                 | Agustín Tovar                 | 9 de marzo  | 18:00   |
| Rayo Zuliano          | 2 – 3     | Angostura               | José Encarnación Romero       | 10 de marzo | 15:00   |
| Deportivo La Guaira   | 1 – 2     | Metropolitanos          | Olímpico de la UCV            | 10 de marzo | 19:00   |

| Fecha 7                 | Fecha 7   | Fecha 7               | Fecha 7               | Fecha 7     | Fecha 7 |
| Local                   | Resultado | Visitante             | Estadio               | Fecha       | Hora    |
| ----------------------- | --------- | --------------------- | --------------------- | ----------- | ------- |
| Inter de Barinas        | 1 – 3     | Portuguesa            | Agustín Tovar         | 15 de marzo | 16:00   |
| Angostura               | 2 – 0     | Deportivo Táchira     | Ricardo Tulio Maya    | 15 de marzo | 19:00   |
| Universidad Central     | 1 – 1     | Deportivo La Guaira   | Olímpico de la UCV    | 15 de marzo | 19:00   |
| Metropolitanos          | 1 – 1     | Estudiantes de Mérida | Olímpico de la UCV    | 16 de marzo | 15:00   |
| Carabobo                | 3 – 1     | Zamora                | Misael Delgado        | 16 de marzo | 17:45   |
| Academia Puerto Cabello | 2 – 0     | Caracas               | La Bombonerita        | 16 de marzo | 20:30   |
| Monagas                 | 2 – 1     | Rayo Zuliano          | Monumental de Maturín | 17 de marzo | 17:00   |

| Fecha 8               | Fecha 8   | Fecha 8                 | Fecha 8                       | Fecha 8     | Fecha 8 |
| Local                 | Resultado | Visitante               | Estadio                       | Fecha       | Hora    |
| --------------------- | --------- | ----------------------- | ----------------------------- | ----------- | ------- |
| Estudiantes de Mérida | 0 – 1     | Universidad Central     | Metropolitano de Mérida       | 19 de marzo | 15:00   |
| Deportivo La Guaira   | 0 – 0     | Carabobo                | Olímpico de la UCV            | 19 de marzo | 17:45   |
| Portuguesa            | 3 – 1     | Metropolitanos          | Agustín Tovar                 | 19 de marzo | 20:30   |
| Rayo Zuliano          | 0 – 1     | Inter de Barinas        | José Encarnación Romero       | 20 de marzo | 15:00   |
| Caracas               | 0 – 1     | Angostura               | Olímpico de la UCV            | 20 de marzo | 17:45   |
| Deportivo Táchira     | 1 – 0     | Monagas                 | Polideportivo de Pueblo Nuevo | 20 de marzo | 20:30   |
| Zamora                | 0 – 0     | Academia Puerto Cabello | Agustín Tovar                 | 20 de marzo | 20:30   |

| Fecha 9             | Fecha 9   | Fecha 9                 | Fecha 9               | Fecha 9     | Fecha 9 |
| Local               | Resultado | Visitante               | Estadio               | Fecha       | Hora    |
| ------------------- | --------- | ----------------------- | --------------------- | ----------- | ------- |
| Universidad Central | 1 – 0     | Portuguesa              | Olímpico de la UCV    | 22 de marzo | 19:00   |
| Metropolitanos      | 1 – 0     | Rayo Zuliano            | Olímpico de la UCV    | 23 de marzo | 16:00   |
| Carabobo            | 1 – 0     | Estudiantes de Mérida   | Misael Delgado        | 23 de marzo | 19:00   |
| Deportivo La Guaira | 2 – 1     | Zamora                  | Olímpico de la UCV    | 24 de marzo | 15:00   |
| Monagas             | 1 – 1     | Caracas                 | Monumental de Maturín | 24 de marzo | 17:45   |
| Inter de Barinas    | 1 – 1     | Deportivo Táchira       | Agustín Tovar         | 24 de marzo | 20:30   |
| Angostura           | 1 – 0     | Academia Puerto Cabello | Ricardo Tulio Maya    | 25 de marzo | 17:00   |

| Fecha 10                | Fecha 10  | Fecha 10            | Fecha 10                      | Fecha 10    | Fecha 10 |
| Local                   | Resultado | Visitante           | Estadio                       | Fecha       | Hora     |
| ----------------------- | --------- | ------------------- | ----------------------------- | ----------- | -------- |
| Deportivo Táchira       | 2 – 0     | Metropolitanos      | Polideportivo de Pueblo Nuevo | 28 de marzo | 19:30    |
| Zamora                  | 1 – 2     | Angostura           | Agustín Tovar                 | 29 de marzo | 16:00    |
| Rayo Zuliano            | 2 – 2     | Universidad Central | José Encarnación Romero       | 30 de marzo | 15:00    |
| Caracas                 | 1 – 2     | Inter de Barinas    | Olímpico de la UCV            | 30 de marzo | 17:45    |
| Portuguesa              | 0 – 0     | Carabobo            | Agustín Tovar                 | 30 de marzo | 20:30    |
| Estudiantes de Mérida   | 1 – 2     | Deportivo La Guaira | Metropolitano de Mérida       | 31 de marzo | 16:00    |
| Academia Puerto Cabello | 2 – 2     | Monagas             | La Bombonerita                | 31 de marzo | 19:00    |

| Fecha 11              | Fecha 11  | Fecha 11                | Fecha 11                | Fecha 11   | Fecha 11 |
| Local                 | Resultado | Visitante               | Estadio                 | Fecha      | Hora     |
| --------------------- | --------- | ----------------------- | ----------------------- | ---------- | -------- |
| Universidad Central   | 2 – 0     | Deportivo Táchira       | Olímpico de la UCV      | 5 de abril | 16:00    |
| Inter de Barinas      | 1 – 0     | Academia Puerto Cabello | Agustín Tovar           | 5 de abril | 19:00    |
| Estudiantes de Mérida | 3 – 1     | Zamora                  | Metropolitano de Mérida | 6 de abril | 15:00    |
| Carabobo              | 2 – 2     | Rayo Zuliano            | Misael Delgado          | 6 de abril | 17:45    |
| Deportivo La Guaira   | 0 – 2     | Portuguesa              | Olímpico de la UCV      | 6 de abril | 20:30    |
| Metropolitanos        | 0 – 0     | Caracas                 | Olímpico de la UCV      | 7 de abril | 16:00    |
| Monagas               | 4 – 2     | Angostura               | Monumental de Maturín   | 7 de abril | 19:00    |

| Fecha 12                | Fecha 12  | Fecha 12              | Fecha 12                      | Fecha 12    | Fecha 12 |
| Local                   | Resultado | Visitante             | Estadio                       | Fecha       | Hora     |
| ----------------------- | --------- | --------------------- | ----------------------------- | ----------- | -------- |
| Monagas                 | 1 – 0     | Zamora                | Monumental de Maturín         | 12 de abril | 19:00    |
| Portuguesa              | 3 – 2     | Estudiantes de Mérida | Agustín Tovar                 | 13 de abril | 16:00    |
| Angostura               | 2 – 1     | Inter de Barinas      | Ricardo Tulio Maya            | 13 de abril | 19:00    |
| Rayo Zuliano            | 2 – 2     | Deportivo La Guaira   | José Encarnación Romero       | 14 de abril | 15:00    |
| Deportivo Táchira       | 1 – 0     | Carabobo              | Polideportivo de Pueblo Nuevo | 14 de abril | 17:45    |
| Caracas                 | 2 – 2     | Universidad Central   | Olímpico de la UCV            | 14 de abril | 20:30    |
| Academia Puerto Cabello | 2 – 3     | Metropolitanos        | La Bombonerita                | 15 de abril | 19:00    |

| Fecha 13              | Fecha 13  | Fecha 13                | Fecha 13                | Fecha 13    | Fecha 13 |
| Local                 | Resultado | Visitante               | Estadio                 | Fecha       | Hora     |
| --------------------- | --------- | ----------------------- | ----------------------- | ----------- | -------- |
| Estudiantes de Mérida | 2 – 1     | Rayo Zuliano            | Metropolitano de Mérida | 18 de abril | 18:00    |
| Zamora                | 0 – 2     | Portuguesa              | Agustín Tovar           | 19 de abril | 19:00    |
| Metropolitanos        | 2 – 0     | Angostura               | Olímpico de la UCV      | 19 de abril | 19:00    |
| Carabobo              | 1 – 0     | Caracas                 | Misael Delgado          | 19 de abril | 19:00    |
| Deportivo La Guaira   | 1 – 0     | Deportivo Táchira       | Olímpico de la UCV      | 20 de abril | 19:00    |
| Inter de Barinas      | 1 – 0     | Monagas                 | Agustín Tovar           | 20 de abril | 19:00    |
| Universidad Central   | 0 – 0     | Academia Puerto Cabello | Olímpico de la UCV      | 21 de abril | 17:30    |

## Cuadrangulares semifinales
- La hora de cada encuentro corresponde al huso horario que rige a Venezuela (UTC-4).

La segunda fase del Torneo Apertura 2024 fueron los cuadrangulares semifinales. Estos los disputaron los ocho mejores equipos del torneo distribuidos en dos grupos de cuatro equipos. Los dos primeros de la fase todos contra todos fueron cabezas de los grupos A y B, respectivamente, mientras que los seis equipos restantes fueron sorteados según su posición para integrar los dos grupos. Los ganadores de cada grupo de los cuadrangulares se enfrentaron en la gran final para definir al campeón.